# Garcinia corallina
Garcinia corallina là một loài thực vật có hoa trong họ Bứa. Loài này được Vieill. mô tả khoa học đầu tiên năm 1865.